# Maksim Manukian
Maksim Manukian (orm. Մաքսիմ Մանուկյանը; ur. 10 grudnia 1987) – ormiański zapaśnik walczący w stylu klasycznym. Olimpijczyk z Rio de Janeiro 2016, gdzie zajął szesnaste miejsce w kategorii 85 kg.
Mistrz świata w 2017 i Europy w 2018 roku. 
Piąty na igrzyskach europejskich w 2015 i dziewiąty w 2019. Ósmy w Pucharze Świata w 2015. Brązowy medalista mistrzostw świata wojskowych w 2014. Trzeci na plażowych MŚ w 2011 roku. Wicemistrz uniwersjady w 2013. Zawodnik Armenian State Institute of Physical Culture w Erywaniu.